# Ginger Fish
Pour les articles homonymes, voir Ginger, Fish, Kenneth Wilson (homonymie) et Wilson.
 (novembre 2016).
Ginger Fish, de son vrai nom Kenneth « Kenny » Robert Wilson (né le 28 septembre 1965 dans le Massachusetts), a été le batteur de Marilyn Manson de 1995 à février 2011 et est le batteur de Rob Zombie depuis 2011.

## Biographie
Le pseudonyme « Ginger Fish » est composé de Ginger, prénom de la danseuse Ginger Rogers et de Fish, en référence à un cannibale sexuel, Albert Fish.
Sa mère, Marie Dowd, était une danseuse et son père, Robert Wilson, était crooner et a fait des tournées notamment avec Louis Armstrong et Frank Sinatra. Il a deux frères, qui sont tous deux mariés.
Ginger Fish apprend la batterie dès l'école primaire et poursuit ses études de musique dans une université de Palm Beach. Il déménage ensuite en Floride et joue de la batterie dans des productions musicales dans le théâtre que ses parents ont acheté. Il entrera plus tard dans le groupe Marilyn Manson en 1995, époque de l'album Smells Like Children .
Il est présumé gaucher mais est ambidextre, rumeur confirmée comme vraie depuis plusieurs modifications de la disposition de son kit de batterie depuis 1998 pour la tournée Rock Is Dead. Il dispose sa caisse claire et son charleston de sorte qu'il ne croise pas les bras, il peut donc improviser ses mouvements en tant de gaucher ou ambidextre. Ginger jouera même debout en tapant sur son tom bass (qui est en fait une grosse caisse disposée à la verticale) avec son pied pendant la tournée Grotesk Burlesk après la sortie de l'album The Golden Age Of Grotesque en 2003.
Lors des Comet Awards 2004 en Allemagne, Ginger tombe de la scène de plusieurs mètres de haut et est envoyé aux urgences. Après un coma de quelques semaines, il lui faudra une année de rééducation avant de pouvoir rejouer. Pendant toute la tournée européenne Against All Gods (2005) après la sortie de la compilation Lest We Forget (2004), il fut remplacé par Chris Vrenna. Sa place au sein du groupe Marilyn Manson sera en suspens pendant plus d'un an, ne sachant si le remplacement serait définitif.
Le 31 octobre 2006, dans une émission américaine Late show with Jay Leno on le voit avec le groupe, qui interprète, This is halloween, pour le plus grand plaisir des fans du batteur.
Il annonce son départ du groupe Marilyn Manson le 24 février 2011 via les réseaux sociaux. En effet, il déclarera avoir pris conscience d'avoir raté beaucoup d'opportunité depuis le début de sa carrière avec Marilyn Manson.
Son ex acolyte John 5, parle des qualités de Ginger à Rob Zombie pour le faire rentrer dans le groupe. Il a pris le poste de batteur  temporairement pendant la tournée Warm Up! en février 2011 alors que Joey Jordison était en tournée avec Murderdolls au Royaume Uni. Ginger est annoncé comme batteur de Rob Zombie de façon définitive le 22 avril 2011.
En projets parallèles, Ginger a fait une apparition au piano sur l'album Tonight the Stars Revolt! de Powerman 5000  et est VJ DJ. Il a fait quelques shows au Bar Sinister, en Californie ainsi qu'en Argentine avec son projet DJ. Il a participé également au groupe de DJs, Disco Death Rock et au groupe Martyr Plot.
Ginger Fish s'est marié à sa femme Rosie en 2012.